# دایلیک (صندوق‌لی)
دایلیک (به ترکی استانبولی: Daylık) یک منطقهٔ مسکونی در ترکیه است که در صندوق‌لی واقع شده‌است.